# Phare de Punta Candelaria
Le phare de Punta Candelaria est un phare situé sur Punta Candelaria dans la commune de Cedeira, dans la province de La Corogne (Galice en Espagne).
Il est géré par l'autorité portuaire de Ferrol .

## Histoire
Le 11 mai 1908, le Président de la Ligue maritime espagnole demande une étude pour l'installation d'un phare sur le cap Ortegal. La Commission des phares approuve, le 15 janvier 1912, la création d'un phare à Punta Candelaria, dans le plan de signalisation maritime.
Il a été mis en chantier en 1929 et a été achevé en 1933, mais il n'a pas ouvert avant le début de 1954 à cause des discussions bureaucratiques sur l'opportunité de cet emplacement, puis la guerre civile espagnole et la seconde guerre mondiale. C'est une tour octogonale, avec la lanterne et la galerie, attachée à la maison des gardiens d'un étage. Le phare est peint en blanc. Il émet, à une hauteur focale de 89 m au-dessus du niveau de la mer, un groupe de 4 éclats blancs toutes les 24 secondes visibles jusqu'à 21 milles nautiques. Il a été automatisé en 2002.
En 2004, la façade et les fenêtres du bâtiment ont été remis en état et un nouveau garage fut construit. En 2005, un système d'identification automatique y est installé. En 2008, le système de surveillance à distance, qui envoie des données ADSL au Centre de contrôle de l'Administration portuaire de Ferrol est aussi mios en service.
Identifiant : ARLHS : SPA202 ; ES-03170 - Amirauté : D1687 - NGA : 2452 .
|                  |
| Punta Candelaria |

### Lien connexe
- Liste des phares d'Espagne